# Dosquet
Dosquet es un municipio canadiense situado en la provincia de Quebec.

## Superficie
Dosquet tiene una superficie de 65,07 km².

## Demografía
En 2021, tenía 935 habitantes, una densidad poblacional de 14,4 hab./km², y 454 viviendas.